# Plukenetia corniculata
Plukenetia corniculata är en törelväxtart som beskrevs av James Edward Smith. Plukenetia corniculata ingår i släktet Plukenetia och familjen törelväxter. Inga underarter finns listade i Catalogue of Life.